# Trifluormethylbenzeen
Trifluormethylbenzeen is een organische verbinding (fluorkoolstof), met als brutoformule C7H5F3. Het is een kleurloze, vluchtige, bijna reukloze en licht ontvlambare vloeistof. De stof wordt meestal gebruikt ter vervanging van dichloormethaan, als oplosmiddel tijdens de organische synthese van geneesmiddelen en pesticiden.

## Synthese
Op kleine schaal, in laboratoria, wordt trifluormethylbenzeen gesynthetiseerd door een aromatisch halogenide te koppelen aan trifluorjoodmethaan, in de aanwezegheid van een koperkatalysator:
{\displaystyle {\ce {ArX + CF3I + Cu -> Ar-CF3 + CuXI}}}
Voor de productie op grote schaal wordt trichloormethylbenzeen behandeld met waterstoffluoride onder hoge druk:
{\displaystyle {\ce {C6H5CCl3 + 3HF -> C6H5CF3 + 3HCl}}}

## Reactiviteit
De stof reageert met heet water, waarbij waterstoffluoride en benzoëzuur gevormd worden.